# Tetrazygia krugii
Tetrazygia krugii är en tvåhjärtbladig växtart som beskrevs av Célestin Alfred Cogniaux. Tetrazygia krugii ingår i släktet Tetrazygia och familjen Melastomataceae. Inga underarter finns listade i Catalogue of Life.